# José Trías Monge
José Trías Monge   (San Juan, 5 de maig de 1920 - Boston, 24 de juny de 2003) fou un advocat porto-riqueny. Va ser Secretari de Justícia, membre de l'Assemblea Constitucional i jutge president del Tribunal Suprem. Va ser assessor constitucional del governador Luis Muñoz Marín, líder del Partit Popular Democràtic, així com un dels membres més influents de l'assemblea constituent que va redactar la Constitució de Puerto Rico, que va entrar en vigor el 1952.
Es va graduar a la Universitat de Puerto Rico abans d'anar a Harvard, on va obtenir màsters i títols de dret i, a continuació, Yale, on la seva tesi doctoral va ser sobre la reforma judicial a Puerto Rico.
El 1974, sent governador, Rafael Hernández Colón, va ser anomenat jutge president del Tribunal Suprem, càrrec que va ocupar fins a 1985.
El 1997, va sorprendre a moltes persones amb «Puerto Rico: The Trials of the Oldest Colony in the World» (Yale University Press), en què va acusar als Estats Units de mantenir Puerto Rico com una colònia. Va escriure sobre assumptes legals, incloent la "Història constitucional de Puerto Rico" de cinc volums.